# Cinemateca Nacional de Veneçuela
La Cinemateca Nacional de Veneçuela és una institució pública veneçolana, adscrita al Ministeri del Poder Popular per a la Cultura, fundada el 4 de maig de 1966 per Margot Benacerraf, qui comptava amb el suport de Henri Langlois, el president de la Cinemateca Francesa. El dia de la seva inauguració es va projectar la pel·lícula Barba-roja (1965), d'Akira Kurosawa. Des de llavors, la Cinemateca es dedica a presentar al públic veneçolà clàssics de la cinematografia mundial.
El 1990 el Govern Nacional li va atorgar el rang de fundació, raó per la qual la Cinemateca va poder ampliar les seves activitats cap a l'ensenyament, producció, publicació i altres activitats relacionades amb la tasca cinematogràfica.
La seva seu administrativa es troba a les Torres del Centre Simón Bolívar, prop de l'estació Capitoli del Metro de Caracas. A més, disposa de dues sales d'exhibició: una a les instal·lacions del Museu de Belles Arts, a la Plaça dels Museus; i l'altra a l'edifici del Centre d'Estudis Llatinoamericans Rómulo Gallegos, ubicat al barri d'Altamira. També compta amb la Xarxa Nacional de Sales Regionals, ubicades a les següents ciutats del país: Barcelona, Barquisimeto, Calabozo, Cumaná, Guanare, Maracay, Maracaibo, Pampatar, Puerto Ayacucho, San Carlos, San Felipe, San Fernando de Apure, Valera i San Cristóbal.
Un altre organisme que té a càrrec seu és l'Arxiu Fílmic, que està ubicat a la Biblioteca Nacional, i té l'encàrrec de preservar i mantenir el patrimoni cinematogràfic de Veneçuela i s'imparteix anualment el Diplomat de Conservació i Preservació de Material Audiovisual, avalat per la Universitat Nacional Experimental de les Arts.